# المتحف الكندي للطبيعة

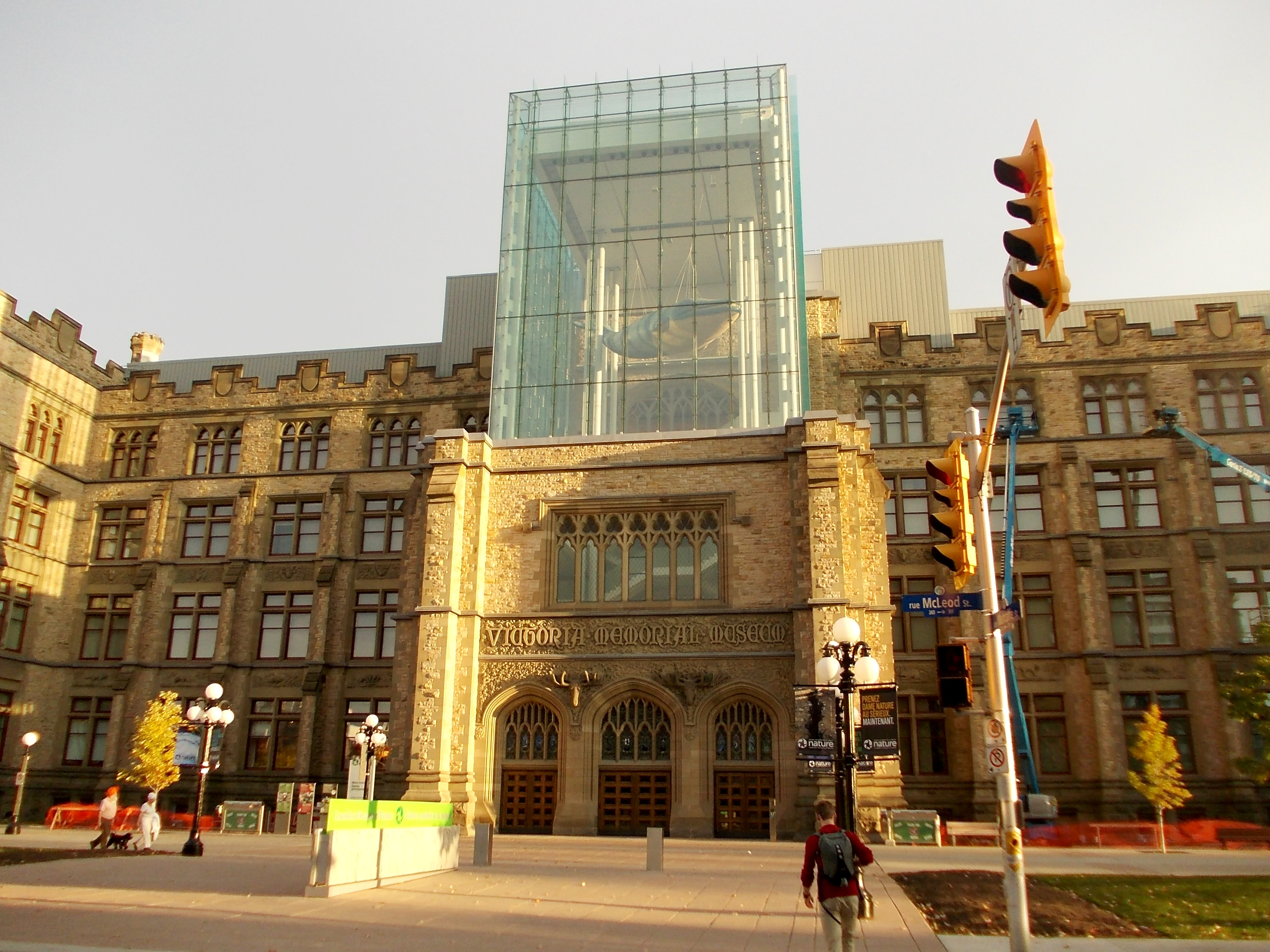
المتحف الكندي للطبيعة

المتحف الكندي للطبيعة (بالإنجليزية: Canadian Museum of Nature) (بالفرنسية: Musée Canadien de la nature) هو متحف للتاريخ الطبيعي يقع في مدينة أوتاوا بمقاطعة أونتاريو الكندية، وتشمل مجموعاته التي ابتدأتها هيئة المسح الجيولوجي الكندية (Geological Survey of Canada) سنة 1856 جميعَ جوانب الاتصال بين المجتمع البشري والطبيعة، ويتبع هذا المتحف رابطة المتاحف الكندية (Canadian Museums Association)، وشبكة المعلومات التراثية الكندية (Canadian Heritage Information Network)، والمتحف الافتراضي الكندي (Virtual Museum of Canada).

## معرض صور

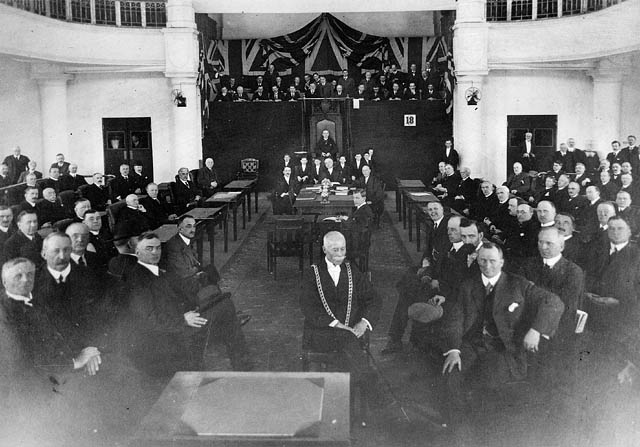
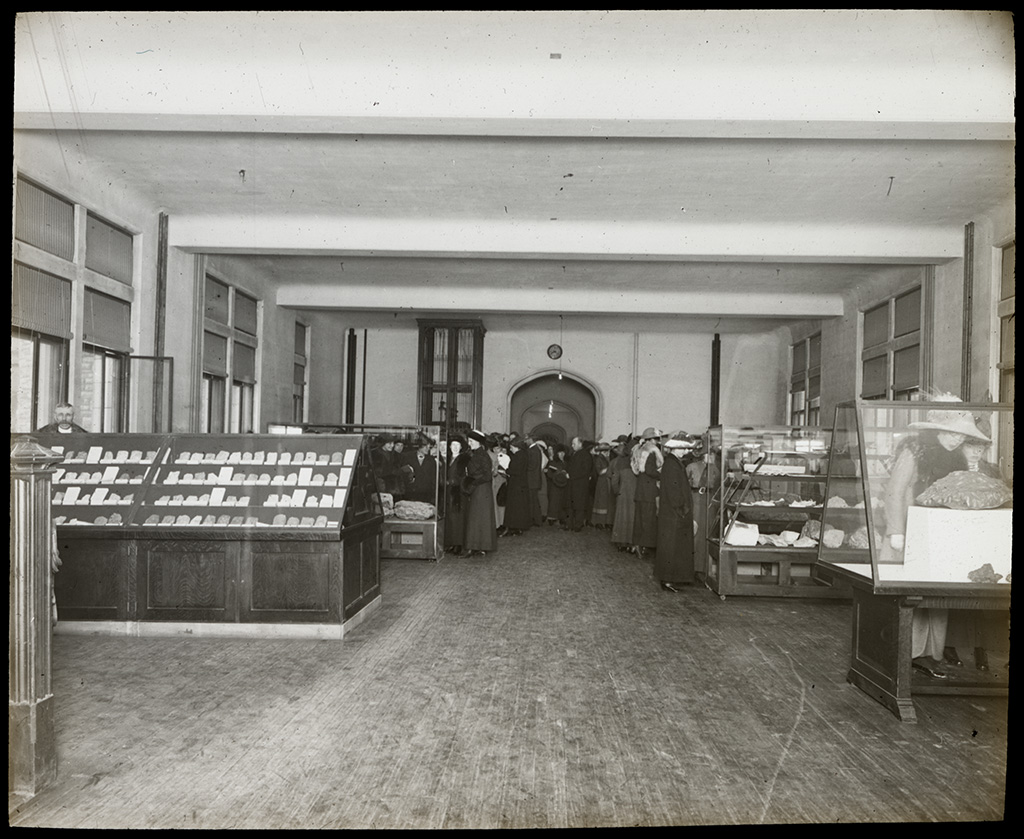
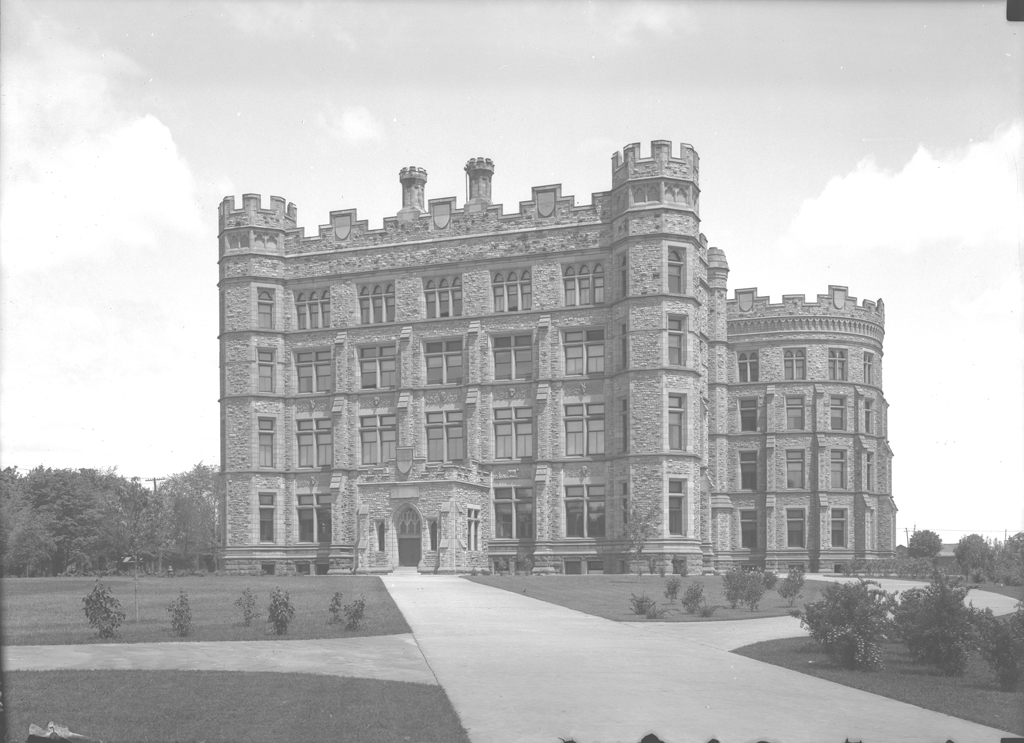
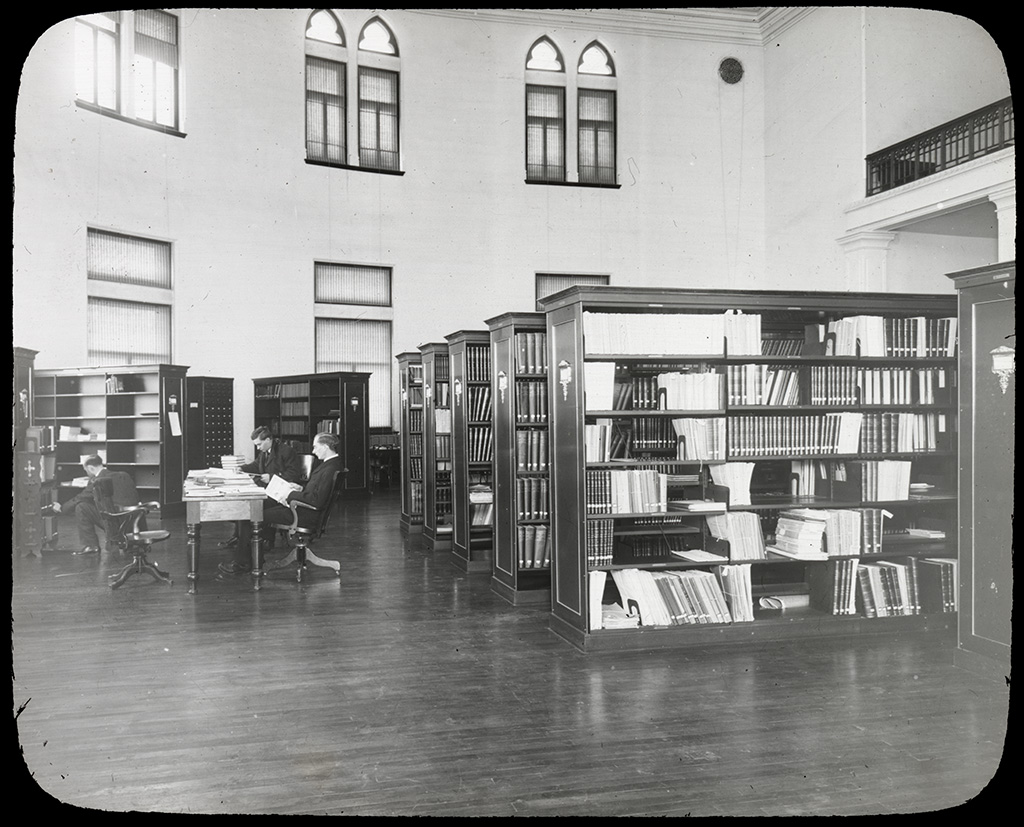

## المصدر
- المتحف الكندي للطبيعة

## وصلات خارجية
- الموقع الرسمي للمتحف الكندي للطبيعة.